# جيسي دبليو. فيل
جيسي دبليو. فيل (بالإنجليزية: Jesse W. Fell)‏ هو شخصية أعمال أمريكي، ولد في 10 نوفمبر 1808 في مقاطعة تشيستر في الولايات المتحدة، وتوفي في 25 فبراير 1887 في نورمال في الولايات المتحدة.